# Mihai Bravu (métro de Bucarest)
Mihai Bravu est une station de métro roumaine des lignes M1 et M3 du métro de Bucarest. Elle est située quartier Vitan dans le Sector 3 de la ville de Bucarest.
Elle est mise en service en 1981.
Exploitée par Metrorex elle est desservie par les rames des lignes M1 et M3, qui circulent quotidiennement entre 5 h 0 et 23 h 0 (heure de départ des terminus). Des arrêts de bus sont situés à proximité.

## Situation sur le réseau
Établie en souterrain, la station Mihai Bravu est située sur le tronçon commun aux lignes M1 et M3.
Sur la ligne M1 elle est située entre les stations Timpuri Noi, en direction de Dristor 2, et Dristor 1, en direction de Pantelimon. Sur la ligne M3 elle est située entre les stations de Timpuri Noi, en direction de Preciziei, et Dristor 1, en direction d'Anghel Saligny.

## Histoire
La station de passage « Mihai Bravu » est mise en service le 28 décembre 1981, lors de l'ouverture à l'exploitation du tronçon, long de 10,1 kilomètres de Timpuri Noi à Republica.
Elle devient le 4 juillet 2009 l'une des stations du tronçon commun aux lignes M1 et M3.

## Service des voyageurs

### Accueil
La station dispose de deux bouches sur Șoseaua Mihai Bravu. Des escaliers, ou des ascenseurs pour les personnes à mobilité réduite, permettent de rejoindre la salle des guichets et des automates pour l'achat des titres de transport (un ticket est utilisable pour un voyage sur l'ensemble du réseau métropolitain). Les deux plateformes sont reliées par un passage souterrain piéton permettant les correspondances.

### Desserte
À la station Mihai Bravu, la desserte quotidienne débute avec le passage des rames parties des stations terminus des lignes à 5 h 0 et se termine avec le passage des dernières rames ayant pris le départ à 23 h 0 des stations terminus.

### Intermodalité
Plusieurs arrêts de tramway et bus (lignes 1, 10, 223, 312) sont présents à proximité.